# Иванов, Альвин Васильевич
Альвин Васильевич Иванов — советский хозяйственный, государственный и политический деятель.

## Биография
Родился в 1928 году. Член КПСС с года.
Образование высшее (окончил Ленинградский кораблестроительный институт)
С 1952 года — на хозяйственной, общественной и политической работе.
- В 1952—1963 гг. — инженер-планировщик, мастер, главный инженер цеха, начальник цеха, заместитель главного инженера на Судостроительном заводе им. А. А. Жданова.[1]
- В 1963—1968 гг. — партийный работник в городе Ленинграде.[1]
- В 1968—1972 гг. — первый секретарь Кировского райкома КПСС города Ленинграда.[1]
- В 1972—1973 гг. — заведующий отделом оборонной промышленности Ленинградского обкома КПСС.[1]
- В 1973—1976 гг. — главный инженер ЛАО.[1]
- В 1976—1984 гг. — генеральный директор Ленинградского Адмиралтейского производственного объединения.[1]
- В 1984—1985 гг. — генеральный директор НПО «Ритм».[1]
- В 1985—1988 гг. — заместитель директора ЦНИИ имени акад. Крылова по международным связям.[1]

Делегат XXIV и XXVI съездов КПСС.
Умер в Санкт-Петербурге в 1994 году.

## Награды
- Орден Октябрьской Революции (20.05.1981)[1]
- Орден Трудового Красного Знамени[1]
- Орден «Знак Почёта»[1]